# Cedrik Bakke Christophersen
Cedrik Bakke Christophersen (født 11. december 2001 i Husvik) er en cykelrytter og forhenværende triatlet fra Norge, der kører for Unibet Tietema Rockets.

## Karriere
Christophersen er født og opvokset i Husvik i Tønsberg Kommune. Da han var 13 år gammel begyndte han at dyrke triatlon, og som 15 årig deltog han i den første konkurrence for Tønsberg Triathlonklubb. I 2018 var han med i kvalifikationen til Ungdomsolympiske lege, og han flyttede samtidig til Bergen for at træne sammen med det norske landshold.
På grund af skader fra løb, begyndte han ved siden af triatlon at køre cykelløb for Tønsberg Cykkelklubb. I slutningen af 2022 opgav han endeligt at dyrke triatlon på grund af vedvarende skader, og han skrev fra starten af 2023 kontrakt med det norske kontinentalhold Team Coop-Repsol. Efter én sæson hos Team Coop skiftede han i 2024 til det hollandske ProTeam TDT-Unibet Cycling Team på en toårig kontrakt.
Christophersen har sin egen YouTube-kanal med mere end 6000 abonnenter. Her udgiver han videoer om træningslejre og sin hverdag som cykelrytter.